# Gonanticlea siphla
Gonanticlea siphla là một loài bướm đêm trong họ Geometridae.